# Fritz Jacobi (Kunsthistoriker)

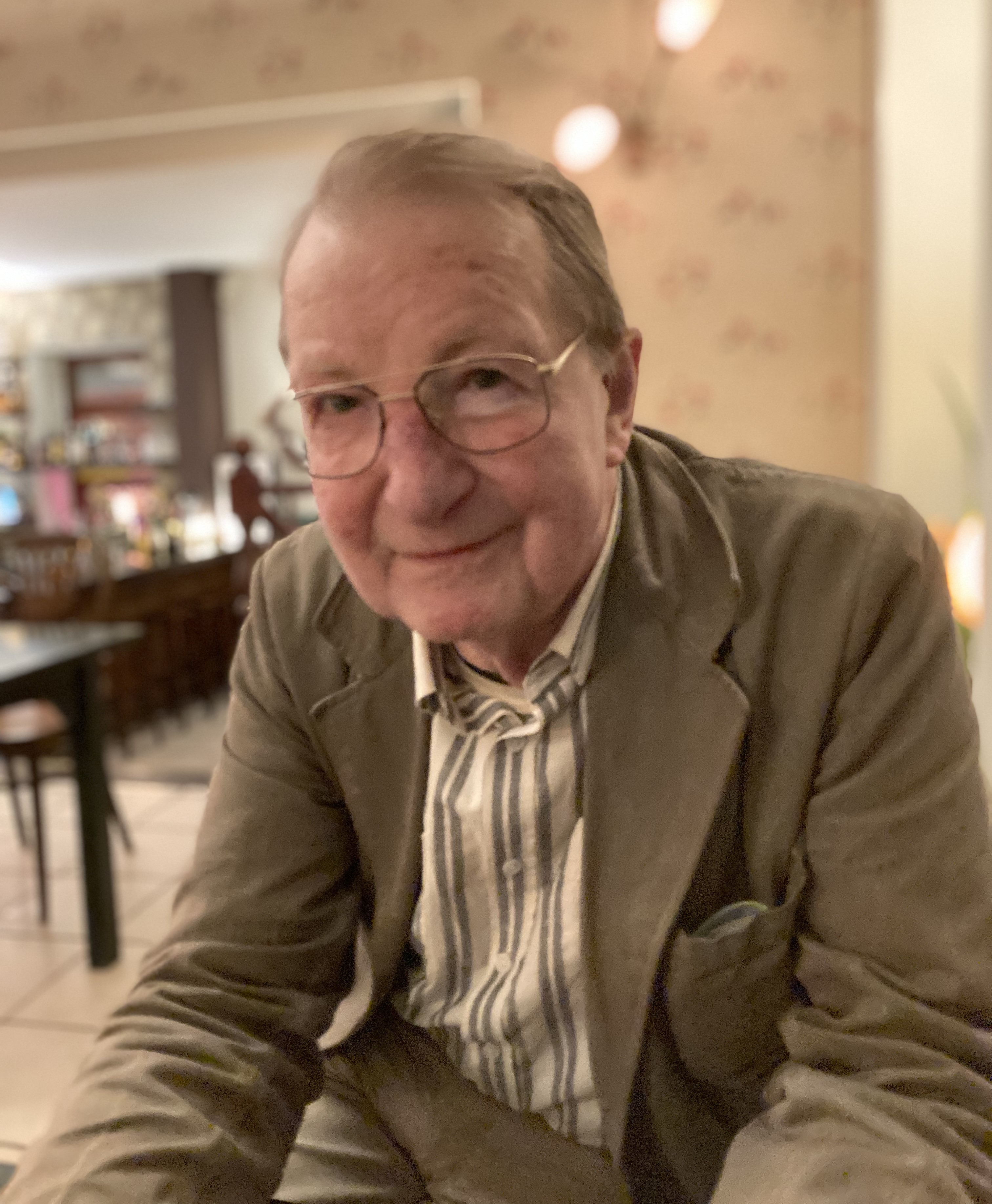
Fritz Jacobi im Januar 2025 in Berlin.

Fritz Jacobi (als Künstler auch Fritz Andreas Jacobi; * 23. April 1944 in Dresden) ist ein deutscher Kunsthistoriker, Zeichner und Kustos der Berliner Nationalgalerie.

## Biographie
Sein Vater Martin Jacobi (1905 in Altenburg – 1974 in Dresden) war gelernter Gärtner und beschäftigte sich nach Kursen an der Kunstgewerbeschule Dresden neben seiner Arbeit als Landschaftsgestalter mit plastischen Arbeiten und später mit ornamentaler Gestaltung. Sein Großvater Oskar Jacobi (1867 in Meerane – 1950 in Gößnitz bei Altenburg) war ein akademischer Maler, Kustos des Lindenau-Museums und Lehrer an verschiedenen Kunstschulen.
Bereits vor seinem Abitur 1962 und während der anschließenden Lehre als Maurer besuchte Fritz Jacobi den Zeichenzirkel des Sachsenwerkes Dresden-Niedersedlitz, der von Gerhard Stengel geleitet wurde. 1963 begann er ein Studium an der Humboldt-Universität zu Berlin: zunächst Kunsterziehung und Germanistik, von 1965 bis 1968 dann Kunsterziehung und Kunstgeschichte. Zu seinen Lehrern gehörten Gerhard Strauss, Peter H. Feist und Harald Olbrich (* 1936).
Ab 1968 war Fritz Jacobi wissenschaftlicher Mitarbeiter bei den Staatlichen Museen zu Berlin, ab 1970 wissenschaftlicher Mitarbeiter der Nationalgalerie, wo er sich insbesondere mit der Plastik nach 1945 beschäftigte. Während dieser Tätigkeit promovierte er 1983 und 1988 wurde ihm der Titel Kustos der Nationalgalerie verliehen, den er auch nach Zusammenführung der beiden Nationalgalerien im Jahr 1992 bis zu seiner Pensionierung im Jahr 2009 behielt. In dieser Zeit forschte und publizierte er insbesondere über die Kunst in der DDR und die Plastik des 20. Jahrhunderts. Ein weiterer Schwerpunkt lag in der Betreuung und Aufarbeitung der Schenkung des Münchner Galeristen Otto van de Loo.

## Veröffentlichungen (Auswahl)
- 1971 Heinrich Ehmsen. Malerei - Graphik (mit Horst-Jörg Ludwig). Deutsche Akademie der Künste zu Berlin und Staatliche Museen zu Berlin
- 1986 Nationalgalerie Sammlung Kunst der DDR.Gemälde,Bildhauerwerke. Vollständiges Verzeichnis des Sammlungsbestandes und der Dauerleihgaben (mit Hans Jürgen Papies). Henschelverlag
- 1989 Konturen. Werke seit 1949 geborener Künstler der DDR. Nationalgalerie vom 5. Oktober bis 3. Dezember 1989. Ausstellung anlässlich des 40. Jahrestages der Gründung der DDR (mit Eugen Blume und Jörg Makarinus). Staatliches Museen zu Berlin / Nationalgalerie
- 1992 Sabine Grzimek. Plastik. Fisicalbook, ISBN 3-88609-407-3
- 1995 Figur und Gegenstand: Malerei und Plastik in der Kunst der DDR aus der Sammlung Nationalgalerie Berlin. Gebr. Mann Verlag, ISBN 3-7861-1907-4
- 1999 Geometrie als Gestalt. Strukturen der modernen Kunst. Von Albers bis Paik, Werke der Sammlung DaimlerChrysler. Hatje Cantz Verlag, ISBN 3-88609-156-2
- 2003 Kunst in der DDR aus der Sammlung der Nationalgalerie Berlin: Bestandskatalog der Gemälde und Skulpturen. E. A. Seemann, ISBN 3-86502-077-1
- 2003 Nacht über Deutschland: Berliner und Dresdener Kunst zwischen 1930 und 1960 aus der Nationalgalerie Berlin. Von der Heydt-Museum, ISBN 3-89202-050-7
- 2003 Schenkung Otto van de Loo (mit Sibylle Luig). Staatliche Museen zu Berlin, ISBN 3-88609-486-3
- 2006 Weltsprache Abstraktion. Gestalt, Magie, Zeichen (mit Peter Junge). Staatliche Museen zu Berlin
- 2008 100 Jahre Rupprecht Geiger. Neue Nationalgalerie (mit Melanie Wilken). Staatliche Museen zu Berlin - Stiftung Preußischer Kulturbesitz, ISBN 3-88609-637-8

## Ausstellungen (Auswahl)
- 1982 Berlin, Kleine Galerie Pankow
- 1983 Brandenburg an der Havel, Fontane-Klub
- 1985 Berlin, Galerie M
- 1986 Berlin, Kleine Humboldt-Galerie
- 1988 Dresden, Galerie West – Clubgalerie Brücke
- 1993 Ahrenshoop, Bunte Stube (mit Detlef Herrmann)
- 1993 Berlin, Galerie im Turm
- 2000 Halle (Saale), Galerie Fünf Sinne: Jacobi – Drei Generationen (mit Oskar, Martin und Ernst-Ulrich Jacobi)
- 2001 Bernau bei Berlin, Galerie Bernau: Jacobi – Drei Generationen (mit Oskar, Martin und Ernst-Ulrich Jacobi)
- 2007 Zehdenick, Klostergalerie
- 2013 Berlin-Dahlem, Ethnologisches Museum[3]
- 2019 Berlin, Solitaire Galerie

## Zitat
„Waren es in den frühen Jahren gegenständliche Skizzen, Porträts, Landschaften und Stillleben, die in Fülle entstanden, so veränderte sich das bildnerische Anliegen seit etwa Mitte der 70er Jahre hin zu verfremdeten, manchmal grotesken Szenerien und abstrakten Figurationen, die Zwischenbereiche von Realität und Vorstellung konflikthaft ineinaderschoben. (...) Ich denke angesichts meiner zeichnerischen Improvisationen manchmal an Jazz oder auch an die verschwebenden Schatten, die sich scheinbar in einer ständigen Verwandlung befinden.“